# Суровый стиль
Суро́вый стиль — направление в реалистической советской живописи, характерное для рубежа 1950—1960-х годов.

## История
Термин «суровый стиль» ввёл искусствовед Александр Каменский. Мастера этого направления ориентировались на изобразительное искусство СССР досталинского периода (1920-х и начала 1930-х годов): в первую очередь творчество Александра Дейнеки и Георгия Нисского, в меньшей степени — на Петра Кончаловского, Александра Осмёркина, Аристарха Лентулова и других.
Некоторое влияние оказал и итальянский неореализм, как живописный (Ренато Гуттузо), так и неореализм в кинематографе (например, известная картина Гелия Коржева «Влюблённые» — это реминисценция кадра из итальянского фильма).
Основоположники «сурового стиля»:
- Андронов Николай (1929—1998)
- Васнецов Андрей (1924—2009)
- Иванов Виктор (род. 1924)
- Коржев Гелий (1925—2012)
- Никонов Павел (род. 1930)
- Обросов Игорь (1930—2010)
- Оссовский Петр (1925—2015)
- Попков Виктор (1932—1974)
- Савицкий Михаил (1922—2010)
- Салахов Таир Теймурович (1928—2021)
- Смолин Александр Александрович (1927—1994)
- Смолин Пётр (1930—2001)

Художники воспевали судьбы современников, их энергию и волю, «героику трудовых будней». Изображения обобщены и лаконичны. Основой выразительности служат большие плоскости цвета и линейные контуры фигур. Некоторые мастера в противоположность навязываемой соцреализмом тематической картины обратились к «низким» в академической иерархии жанрам — портрету, пейзажу, натюрморту.
Алексей Бобриков называет «суровый стиль» советской Реформацией: «Он демонстрирует протестантский тип героя — взрослого и ответственного, обладающего собственным опытом, личной верой и вообще развитой внутренней мотивацией (и потому не нуждающегося во внешнем идеологическом стимулировании со стороны партии-церкви), хотя и действующего в рамках общего преобразовательного проекта».

### Характеристика
Художники нового поколения, сурового стиля, отразили смысл перемен, произошедших в живописи.
Братья Смолины — Александр и Петр. Их совместные работы демонстрируют суровый романтизм характера, причём данная индивидуальная черта сливается с общей тенденцией искусства того времени к монументализации жизненных впечатлений. Их полотно «Полярники» (1961) в этом отношении весьма характерно. «Истинный героизм полярников, романтический характер их профессии участвуют в произведении в качестве его глубокого смыслового подтекста. Сюжет же, по первому впечатлению, демонстративно противостоит привычному представлению о том и о другом. Полярники изображены в состоянии предельной усталости после долгой и изнуряющей работы в бесконечную полярную ночь. Однако по мере „вглядывания“ в картину всё в большей мере ощущается значительность, необычность этих людей, ведущих героическую жизнь в труднейших условиях, причём этот героизм — их профессиональная повседневность». Свою картину «Стачка» (1964) они посвятили историко-революционной тематике. «Новым здесь является оттенок легендарности, сообщающей давно ушедшему в прошлое событию современную остроту. Изображение характеризуется отвлечённостью, внеконкретностью. Поэтому люди здесь воспринимаются как все пролетарии перед первым общим шагом в историю. В картине „Стачка“ и некоторых более поздних полотнах братьев Смолиных проявились поэтико-метафорические тенденции, ставшие вскоре новым образным открытием для всего советского искусства».
Павел Никонов в своём творчестве придерживался проблематики сурового стиля, одновременно сочетая «мужественное, суровое восприятие действительности с лирическим, индивидуально-психологическим характером повествования». Одно из первых популярных полотен художника — «Наши будни» (1960). Это рабочие будни, изображение усталых рабочих, но при этом «истинную значительность и монументальность смысла обычных будней грандиозного строительства» автор выявляет художественными средствами — острыми, резкими пересекающимися ритмами, контрастами силуэтов, сдержанным колоритом. В его же картине «Геологи» (1962), по выражению советского критика, «декларативная агитационность сменяется пафосом глубокой духовной созерцательности». Художник изменил систему изобразительных средств — исчезла ритмическая резкость, силуэтные контрасты, колорит становится насыщенным и гармоничным, но образы при этом своей героической значимости не теряют. Его «Штаб Октября» (1965) по своему образно-эмоциональному характеру близок к «Стачке» Смолиных, но композиция более динамична. Из этих примеров видно, что исторический жанр привлекает мастеров нового поколения. Современное звучание ему придал одним из первых Гелий Коржев — автор триптиха «Коммунисты» (1957-60), цикла «Опалённые огнём войны».
Николай Андронов — в своих ранних произведениях следует традициям «Бубнового валета», ранних Петра Кончаловского. Традиции «Бубнового валета», Ильи Машкова, стали фундаментом экспериментов с цветом.
Виктор Попков пришёл в советскую живопись в конце 1950-х годов. Он выделялся даже среди художников своего специфического круга гражданственной, творческой активностью. Его творчество отличается вечным беспокойством, отсутствием благополучия, самоудовлетворённости. Самым значительным этапом в его творчестве стали середина и конец 1960-х годов. В 1960 написана его известная «Строители Братска». Теме единения людей в труде посвящена картина «Бригада отдыхает» (1965), идее любви — «Двое» (1966), «Лето. Июль» (1969), «Мой день» (1968). Значительной серией в творчестве Попкова стал цикл, посвящённый вдовам-солдаткам: триптих «Ой, как всех мужей побрали на войну» («Воспоминания», «Одна», «Северная песня», 1966—1968), написанный экспрессивно.
Виктор Иванов посвятил своё творчество советской деревне военных и послевоенных лет. В 1960-е годы он создаёт цикл «Русские женщины», соединив лирическое отношение к миру с чёткой, ясной композицией. Вообще, обращение Попкова и Иванова к деревенской теме не случайно: многие живописцы 1960-70-х годов любили деревенскую жизнь за естественность и простую красоту. Особенно это актуально для художников, испытавших влияние С. Герасимова и Пластова — Владимир Гаврилов, Владимир Стожаров, братья Ткачёвы — Сергей и Алексей.
«Суровый стиль» получал у разных художников свою окраску. Например, немолодой уже Евсей Моисеенко достигает выразительность изображения путём деформации, экспрессии, рваного ритма. А Дмитрий Жилинский обращается к Ренессансу, к классике русской живописи, например, Александру Иванову, при этом ориентируясь и на своего учителя Павла Корина. Его «У моря. Семья» (1964) — программное произведение, соединяющее строгость и уравновешенность композиции с экспрессивной интенсивностью цветов. Его же «Под старой яблоней» (1967) показывает пример единства конкретного и вневременного, бытового и символического.
Для национальных республиканских школ 1950-60-е годы стали основополагающим периодом для развития. Широкую известность приобрёл азербайджанец Таир Салахов. Он пишет индустриальный Азербайджан с драматизмом в качестве образной доминанты («Резервуарный парк», 1959) с резкими контрастами. В «Ремонтниках» (1963) Салахов выражает принципы «сурового стиля», героизма повседневного труда.